# Epirhyssa facitorosa
Epirhyssa facitorosa är en stekelart som först beskrevs av Baltazar 1961.  Epirhyssa facitorosa ingår i släktet Epirhyssa och familjen brokparasitsteklar. Inga underarter finns listade i Catalogue of Life.